# قائمة محطات توليد الطاقة في بوروندي
قائمة بمحطات توليد الطاقة في بوروندي

## المحطات الكهرومائية
| المحطة             | النوع     | السعة بالميجاواط | سنة الانتهاء | اسم الخزان | النهر         |
| ------------------ | --------- | ---------------- | ------------ | ---------- | ------------- |
| محطة موجري Mugere  | خزان مائي | 8                | 1982         | سد موجري   | موجري         |
| محطة Rwegura       | خزان مائي | 18               | 1991         | Rwegura    | كيتنج Kitenge |
| محطة مباندا        | خزان مائي | 10               | 2013         |            |               |
| محطة كابو          | خزان مائي | 20               | 2015         |            |               |
| محطة ميول          | خزان مائي | 16.5             | 2019         |            | [ 3 ]         |
| محطة جيجي-موليمبوى | خزان مائي | 50               | 2017         |            |               |